# Dália Jazz Klub

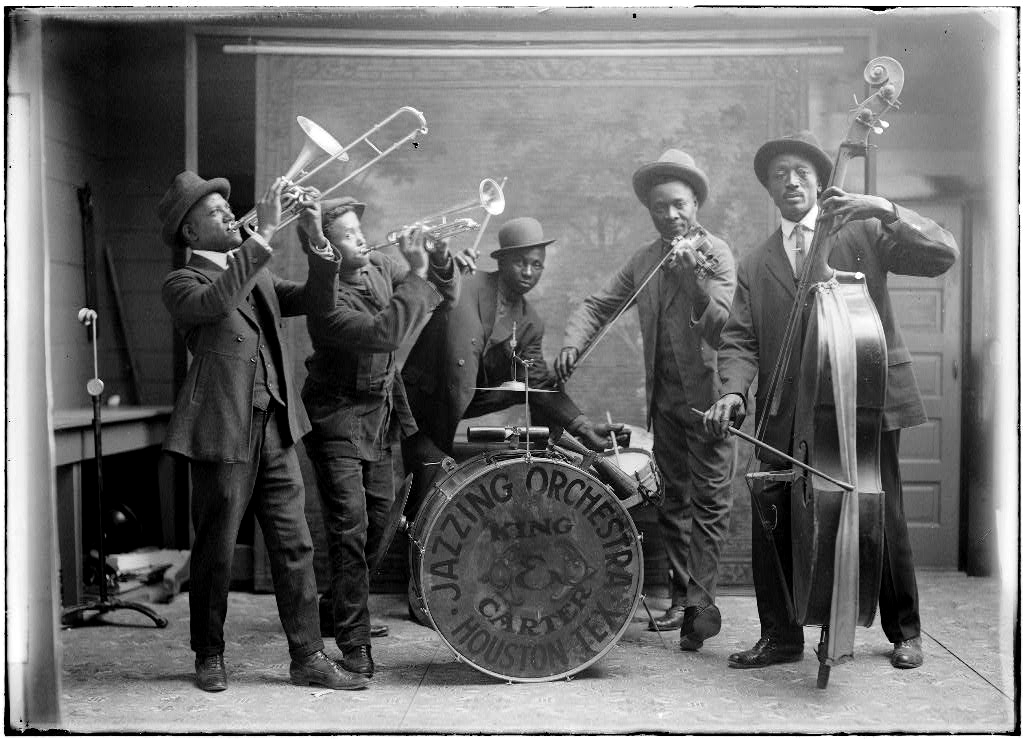
Carter And King Jazzing Orchestra

A  Dália Jazz Klub (Budapesti Ifjúsági Jazz Klub) 1962. október 25-én nyílt meg a Budapesten, a Bajcsy-Zsilinszky úton.
A Dália eszpresszó a KISZ KB Ifjúsági Parkjának téli helyisége volt.
Szovjet hatásra felnyílt a KISZ szeme. Észrevették, hogy – bár ideológiai mázzal leöntve (hogy ugyanis a dzsessz az elnyomott amerikai négerek zenéje) – a dzsessz megszűnt tiltott, „dekadens zene” lenni.
A KISZ székházában 1962. október 2-án jelentették be a klub megnyitását. A vezetésével Kertész Kornélt bízták meg, aki akkor az Astoria quartet vezetője volt (az Astoria szállodában zenéltek).
A klub megnyitásakor sokan léptek be a tagok közé. Létrehoztak egy védnökséget: Bágya András (Magyar Rádió), Bánki László (Országos Filharmónia), Beck László (Magyar Hanglemezgyártó V.), Deák István (Magyar Televízió), Farkas Jenő (táncpedagógus), Gonda János (Magyar Hanglemezgyártó Vállalat), Harmat László (Országos Szórakoztatózenei Központ), Huzella Elek (Bartók Béla Zeneművészeti Szakiskola), Komornik Ferenc (Magyar Ifjúság), Pernye András (Magyar Nemzet), Petrovics Emil (Petőfi Színház), Székely András (Tánczenei Szakosztály), Szepesi György (Magyar Rádió), Szinetár Miklós (Magyar Televízió), Tháler Gyula (Országos Szórakoztatózenei Központ), dr. Váradi György (Magyar Televízió) – az egészre szükség ugyan nem volt, de a dzsesszélet számára befolyásuk szerint képesek voltak lobbizni, és olykor ezt meg is tették.
A vezetőség tagja volt Mészáros Péter titkár (KISZ Budapesti Bizottság), Kőrössy János zongorista, Radics Gábor tisztviselő,  S. Nagy István szövegíró.
A klub hetenként egyszer tartott programot. Lemezbemutatóval, jazztörténeti előadásokkal kezdtek, majd fellépések következtek és az est végén jam session volt.
Előadást és lemezbemutatót tartott itt többek között Pernye András, Marton György, ifj. Sebők Imre, Karel Krautgartner, Pál László, Radics Gábor, dr. Gregorics János, Kertész Kornél, Deseő Csaba, stb. Önálló előadást szenteltek például Art Tatum, Horace Silver, Thelonious Monk, Dave Brubeck, Bill Evans, Dizzy Gillespie, Miles Davis, Chick Webb, Chico Hamilton, Charlie Mingus, Stan Getz, Gerry Mulligan művészetének.
A bemutatkozók közül ketten komolyzenei műveket is játszottak: Pege Aladár Saint-Saëns és Franz Schubert, Vukán György pedig Bach és Chopin darabokat.
A klub kiadta a magyar dzsessz első szaklapját is (Az Ifjúsági Jazz Klub Híradója).
A Budapesti Ifjúsági Jazz Klub (többek között belső viták és ellentétek következtében) 1964 áprilisában szűnt meg, de működésével komolyan népszerűsítette a korábban éppenhogy megtűrt dzsesszzenét és előkészítette például a Bartók Béla Zeneművészeti Szakközépiskola dzsessz tanszakának létrejöttét is.